# Howard Engel
Pour les articles homonymes, voir Engel.
Howard Engel, né le 2 avril 1931 à Saint Catharines dans la province de l'Ontario et mort le 16 juillet 2019 à Toronto,, est un journaliste, un producteur de radio et un écrivain canadien de roman policier.

## Biographie
Howard Engel grandit à Saint Catharines dans la province de l'Ontario. Il étudie à l'université McMaster à Hamilton, dont il sort diplômé en 1955. Il est ensuite enseignant d'histoire et de littérature avant d'être journaliste pour la radio de la CBC. En 1960, il est affecté en Europe et travaille à Paris, à Londres, en Espagne et à Chypre.
De retour au Canada en 1967, il devient producteur d'émissions littéraires et culturelles pour la radio, notamment sur Ernest Hemingway, William Faulkner et Raymond Chandler. C'est son intérêt pour ce dernier qui le pousse à se lancer en 1980 dans l'écriture de romans policiers avec le roman The Suicide Murders où apparaît son héros récurrent, le détective canadien Benny Cooperman, dont les aventures s'étendent sur douze romans et quatre nouvelles. Cooperman est, comme Engel, le fils d'un marchand de vêtements et élevé à Saint Catharines.
Convaincu que les écrivains canadiens sont trop peu connus à l'étranger, il fonde avec d'autres la société Crime Writers of Canada. En 1986, il remporte le prix Arthur-Ellis pour Un privé chez les Algonquins (Murder Sees the Light), une enquête de Benny Cooperman sur un prédicateur américain réfugié au Canada.

## Œuvre

### Romans

#### SérieBenny Cooperman
- The Suicide Murders (1980)
- The Random Game (1981)
- Murder on Location (1982)
- Murder Sees the Light (1984) Publié en français sous le titre Un privé chez les Algonquins, Monaco/Paris, Éditions du Rocher, coll. « Fenêtres sur nuit », 1991
- A City Called July (1986) Publié en français sous le titre Benny Cooperman détective privé, Monaco/Paris, Éditions du Rocher, coll. « Fenêtres sur nuit », 1991
- A Victim Must Be Found (1988)
- Dead and Buried (1990)
- There Was an Old Woman (1993)
- Getting Away With Murder (1995)
- The Cooperman Variations (2001)
- Memory Book (2005)
- East of Suez (2008)

#### Autres romans
- (avec sa seconde femme, Janet Hamilton, sous le pseudonyme commun de F. X. Woolf), Murder in Space, 1985[3]
- Murder in Montparnasse (1992)
- Lord High Executioner: An Unashamed Look at Hangmen, Headsmen, and Their Kind (1996), éd. Closed Lane Média.
- A Child's Christmas in Scarborough (1997)
- Mr. Doyle and Dr. Bell (1997) Publié en français sous le titre Mr Doll et Dr Bell, Paris, Éditions du Masque, coll. « Labyrinthes » no 139, 2005.
- Crimes of Passion: An Unblinking Look at Murderous Love (2001)
- The Man Who Forgot How to Read (2007)

### Nouvelles

#### SérieBenny Cooperman
- My Vacation in the Numbers Racket (1984)
- The Three Wise Guys (1989) Publié en français sous le titre Les Trois Petits Malins, Paris, Revue Association 813 no 31, avril 1990
- The Whole Megillah (1992)
- My Brother's Keeper (2001), en collaboration avec Eric Wright

## Adaptations

### À la télévision
- 1985 : Murder Sees the Light, d'après le roman éponyme.
- 1986 : The Suicide Murders, d'après le roman éponyme.

## Récompenses
- 1986 : Prix Arthur-Ellis pour Murder Sees the Light.
- 2004 : Prix Matt Cohen (en), de la Société d'encouragement aux écrivains du Canada (en) ; ce prix reconnaît l'ensemble d'une carrière littéraire[5].
- 2007 : Engel est fait membre de l'ordre du Canada.
- 2014 : Grand Master des Crime Writers of Canada — The write kind of crime since 1982 (en), prix qui distingue les auteurs canadiens de romans policiers aussi connus à l'extérieur de leur pays[6].